# Drewe Broughton
‎
Drewe Oliver Broughton, angleški nogometaš, * 25. oktober 1978, Hitchin, Anglija, Združeno kraljestvo.
Broughton je nekdanji nogometni napadalec, ki je igral za številne angleške klube.